# HP 9g
HP 9g （F2222A）是一款由金寶電子公司设计，惠普公司发行的图形计算器。HP 9g拥有基本的绘图、编程和科学函数功能。 但是这是一款背离了惠普公司向来传统的计算器，因为其没有逆波兰（RPN）输入法。

## 硬件规格
- CPU - Sunplus SPLB30A （aka Generalplus GPLB30A）
- 内存寄存器 - 26

## 脚注
1. ↑  .   [2010-04-28]. （原始内容存档于2010-04-17）.
2. ↑  . Kinpo.com.tw.   [2014-03-10]. （原始内容存档于2013-10-20）.